# Irina Kalenteva
Irina Kalenteva (n. 10 noiembrie 1977, Norvash-Shigaly⁠(d), RSFS Rusă, URSS) este o ciclistă rusă, medaliată olimpică. A participat la 4 ediții ale Jocurilor Olimpice (2004, 2008, 2012, 2016) în care a câștigat o medalie de bronz.